# 香西秀信
香西 秀信（こうざい ひでのぶ、1958年1月4日 - 2013年4月28日）は、日本の修辞学者、教育学者。
香川県出身。筑波大学第一学群人文学類卒、筑波大学大学院博士課程教育学研究科単位修了。宇都宮大学教育学部教授。修辞学及び国語科教育学を専門とし、教育者向けの議論指導の参考書のほか、レトリックに関する一般向け啓蒙書も執筆した。
2013年4月28日、死去。55歳歿。

## 著書
- 『反論の技術　その意義と訓練方法』（1995年、明治図書出版）
- 『議論の技を学ぶ論法集』（1996年、明治図書出版）
- 『修辞的思考　論理でとらえきれぬもの』（1998年、明治図書出版）
- 『論争と「詭弁」レトリックのための弁明』（1999年、丸善）
- 『議論術速成法　新しいトピカ』（2000年、筑摩書房）
- 『「論理戦」に勝つ技術　ビジネス「護心術」のすすめ』（2002年、PHP研究所）
- 『教師のための読書の技術　思考量を増やす読み方』（2006年、明治図書出版）
- 『論より詭弁 ～反論理的思考のすすめ～』（2007年、光文社）
- 『「反論力」養成ノート―読んですぐに身につく』 (2009年、亜紀書房)
- 『論理病をなおす!―処方箋としての詭弁』（2009年、ちくま新書）
- 『レトリックと詭弁 禁断の議論術講座』（2010年、ちくま文庫）

## 共著
- 『レトリック探究法』（2004年、朝倉書店）
- 『レトリック式作文練習法　古代ローマの少年はどのようにして文章の書き方を学んだか』（2004年、明治図書出版）

## 編著
- 『反論の技術　実践資料編』（2008年、明治図書出版）